# Estland op het Eurovisiesongfestival
Estland doet sinds 1994 mee aan het Eurovisiesongfestival.

## Overzicht

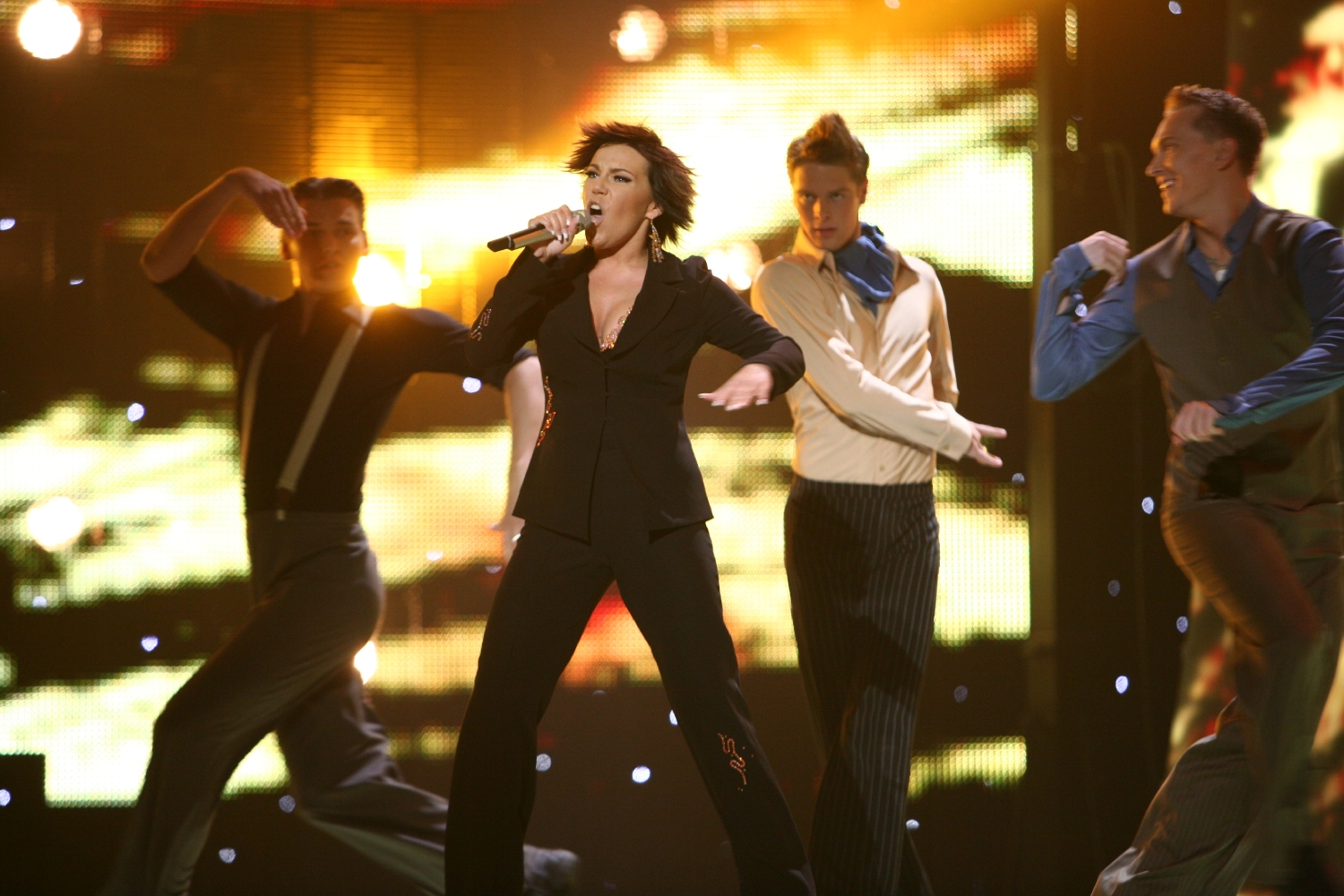
Gerli Padar in Helsinki (2007)

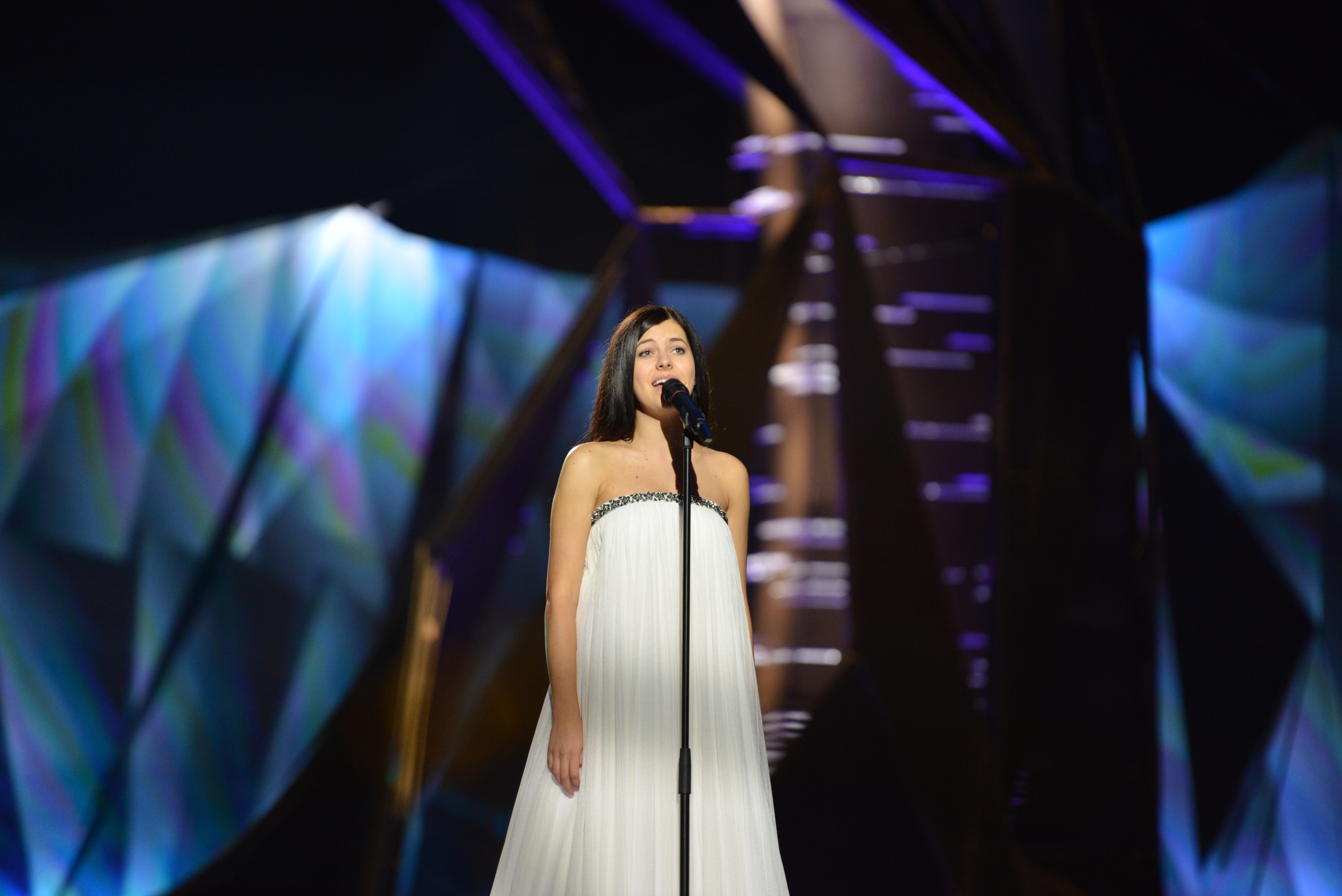
Birgit Õigemeel in Malmö (2013)

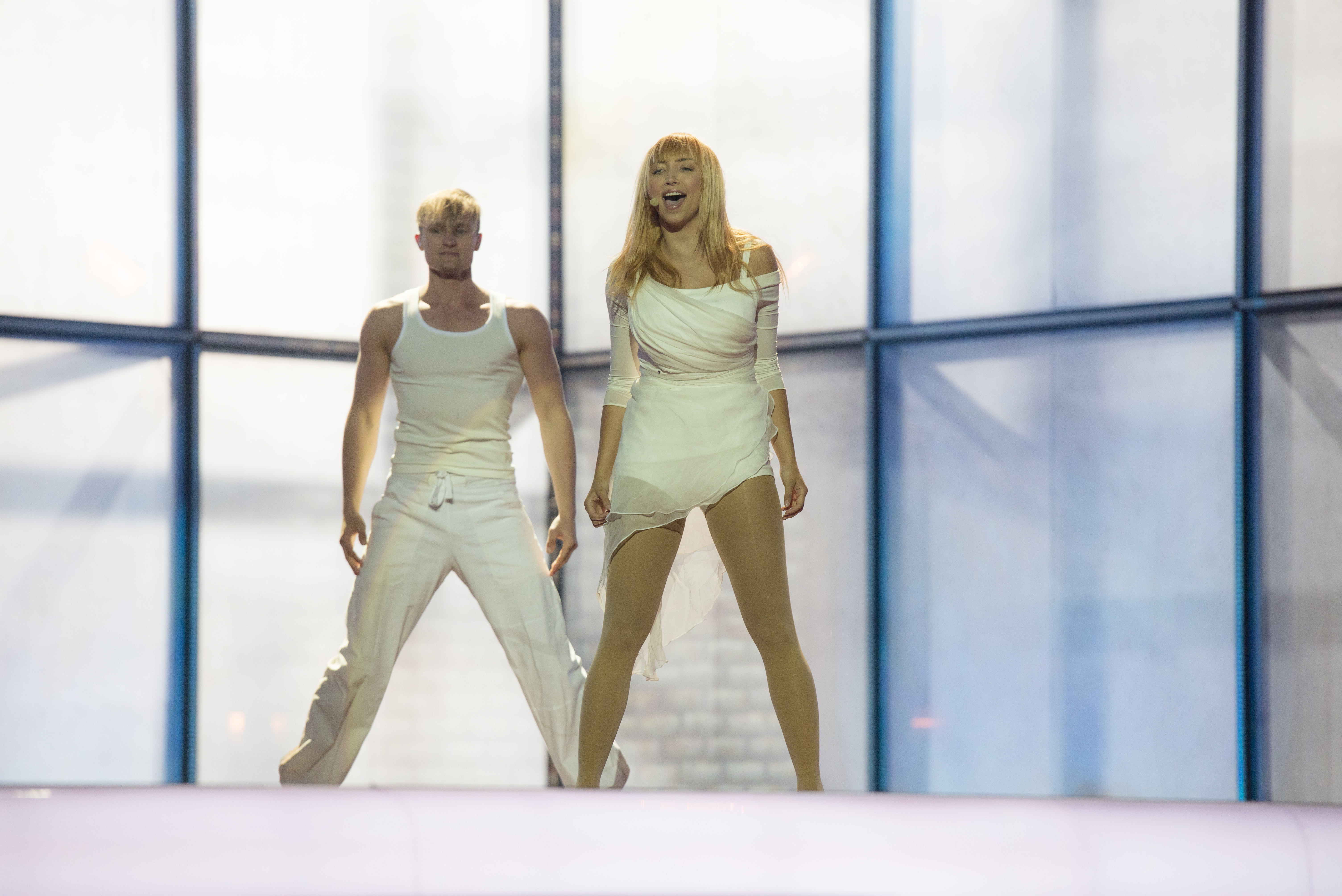
Tanja in Kopenhagen (2014)

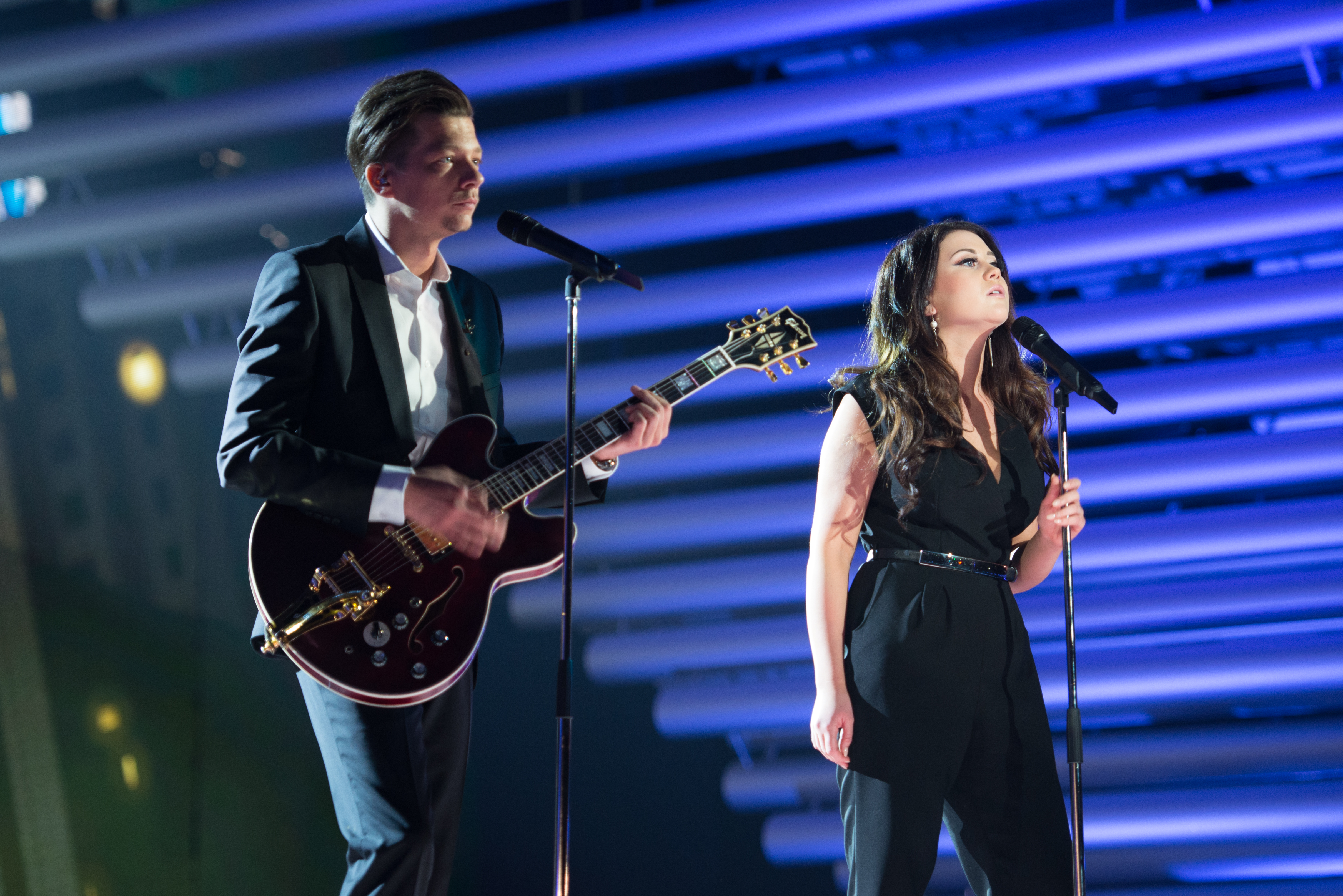
Elina Born & Stig Rästa in Wenen (2015)

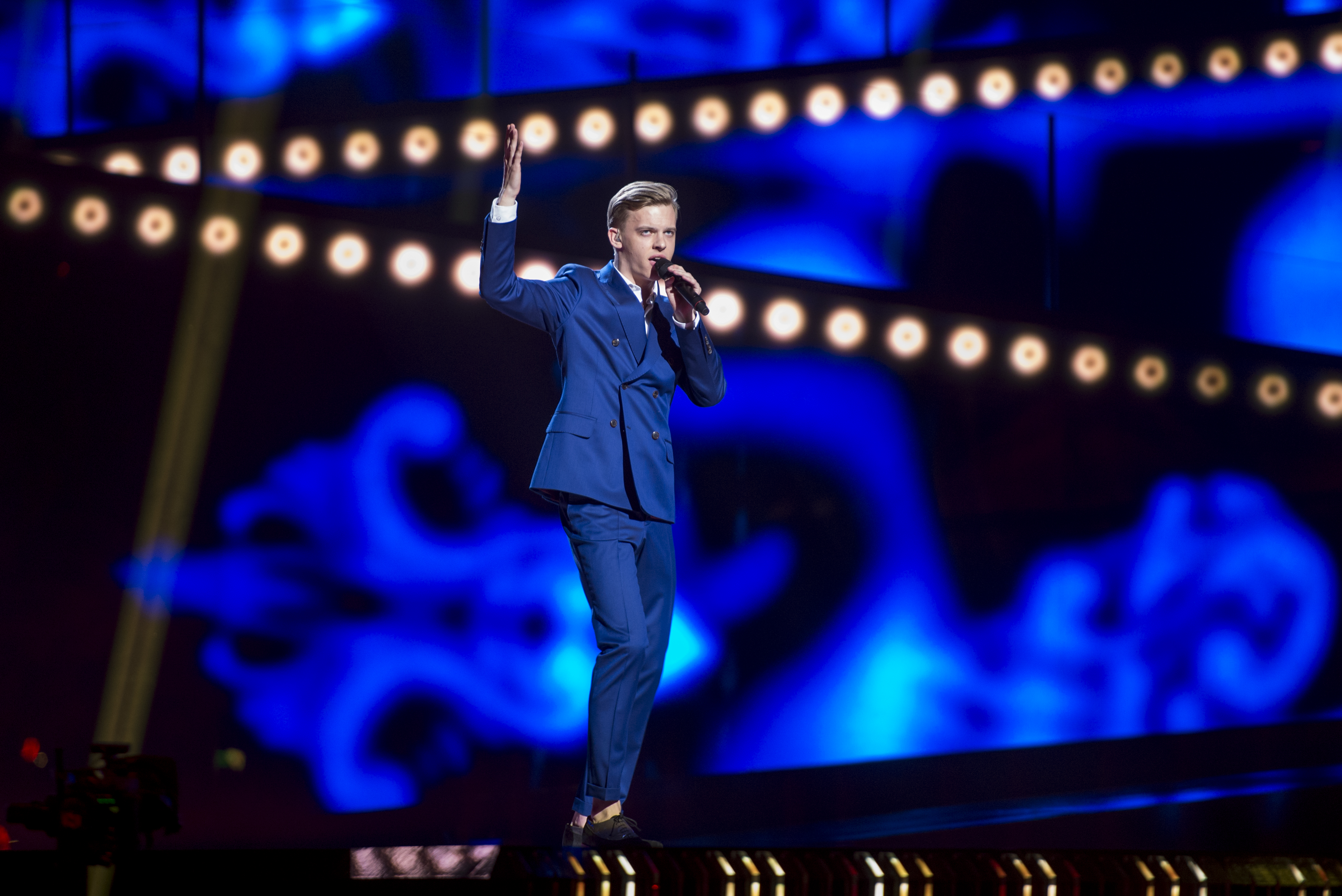
Jüri Pootsmann in Stockholm (2016)

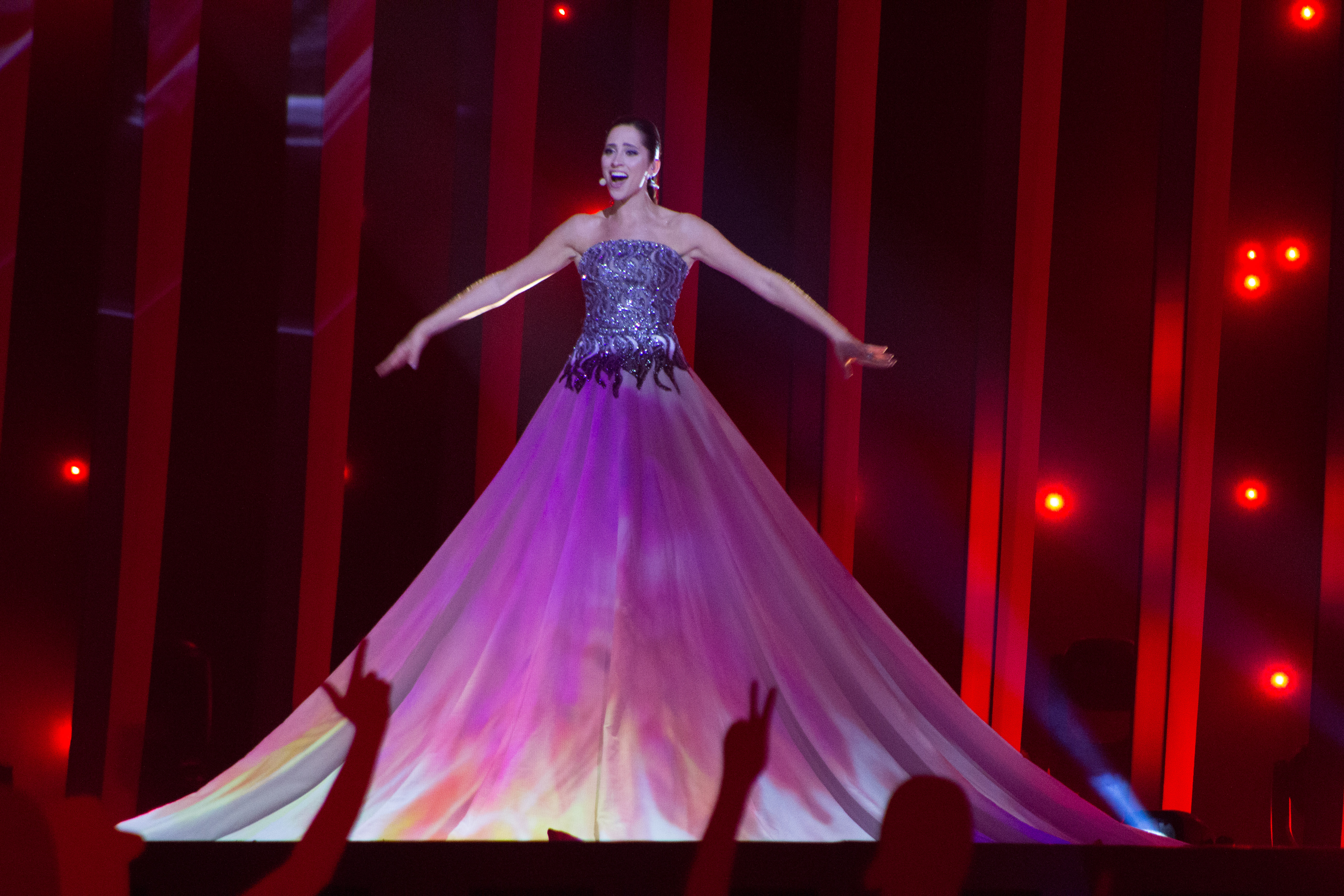
Elina Netsjajeva in Lissabon (2018)

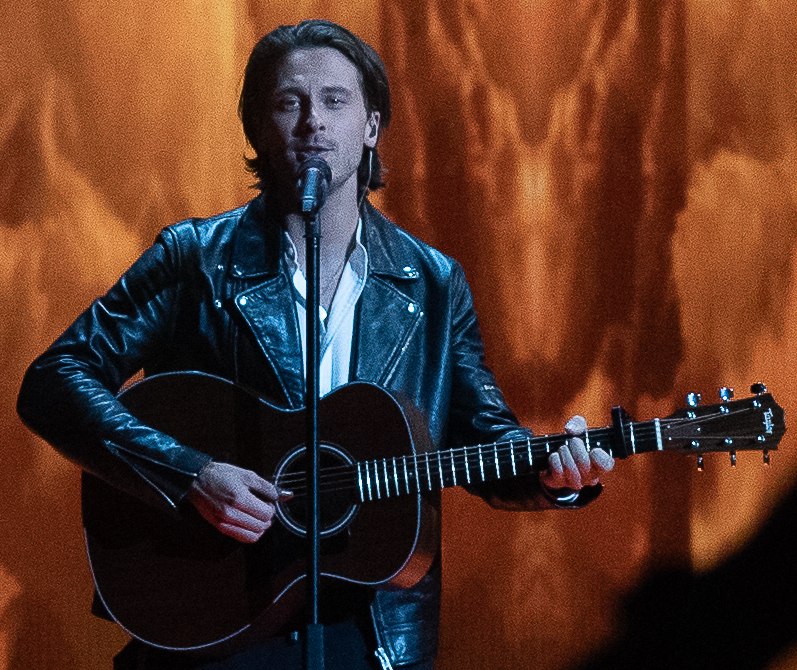
Victor Crone in Tel Aviv (2019)

### Algemeen
Estland heeft op het Eurovisiesongfestival een aantal jaren zeer goed gepresteerd. Van 1996 tot en met 2002 eindigde het land zes maal in de top 10. In 2001 won Estland zelfs met het lied Everybody.
De Estse kandidaat wordt jaarlijks verkozen in de preselectie Eesti Laul.

### De eerste jaren
In 1993 deed Estland een eerste poging om aan het songfestival deel te nemen. Er was dat jaar een Oost-Europese voorselectie waar het land met zes andere landen aan meedoet, maar Estland eindigde met het nummer Muretut meelt ja südametuld van Janika Sillamaa op een vijfde plaats en moest thuisblijven. Een jaar later echter, op het Eurovisiesongfestival in Dublin, mochten de Esten alsnog debuteren. Zangeres Silvi Vrait kreeg, nadat zij met haar nummer Nagu merelaine de Estse nationale voorrondes (getiteld Eurolaul) had gewonnen, de eer om als eerste in de geschiedenis haar land op het songfestival te vertegenwoordigen. Het werd echter geen succes. Vrait kreeg slechts twee punten en eindigde voorlaatste. Als gevolg mocht Estland in 1995 wederom niet meedoen.
In 1996 keerde Estland, nadat het in een aanvankelijke voorselectie hoog genoeg geëindigd was om te mogen deelnemen, terug op het songfestivalpodium. Het land werd vertegenwoordigd door het duo Ivo Linna & Maarja-Liis Ilus, de winnaars van Eurolaul van dat jaar, met het nummer Kaelakee hääl. De verdienstelijke vijfde plaats die hiermee behaald werd, betekende het eerste grote succes voor Estland op het songfestival, waarmee tevens een succesvolle periode van het land op het Eurovisiesongfestival begon. Maarja-Liis Ilus wist Eurolaul een jaar later opnieuw te winnen, dit keer zonder Ivo Linna, en ging voor de tweede maal naar het songfestival. Ze eindigde met Keelatuud maa wederom in de top 10. Met 82 punten werd ze achtste. In 1998 deed Koit Toome mee voor Estland en werd met het nummer Mere lapsed twaalfde.

### Eeuwwisseling
In 1999 werd op het songfestival de vrije taalregel ingevoerd. Estland deed voor het eerst mee met een Engelstalig liedje, Diamond of night van Evelin Samuel & Camille, en werd succesvol zesde met 90 punten. Een jaar later, in 2000, werd Estland met zangeres Ines met het nummer Once in a lifetime vooraf genoemd als een van de favorieten voor de eindzege. Hoewel Ines uiteindelijk genoegen moest nemen met een vierde plek, was het het beste resultaat voor Estland tot dan toe. Een van de achtergrondzangers van Ines en tevens haar toenmalige partner, Tanel Padar, was in 2001 zelf een van de deelnemers aan Eurolaul. Samen met de oorspronkelijk van Aruba afkomstige zanger Dave Benton en de hiphopgroep 2XL deed hij mee met het nummer Everybody en wist de Estse voorrondes uiteindelijk te winnen, waarna het gezelschap voor Estland mocht afreizen naar Kopenhagen. Everybody viel in de weken voorafgaand aan het songfestival weinig op: het nummer kwam niet voor in de verschillende favorietenlijstjes en diverse polls voorspelden een notering in de middenmoot. De verrassing was dan ook groot wanneer tijdens de puntentelling bleek dat er massaal op het nummer was gestemd en het steeds steviger bovenaan kwam te staan. Uiteindelijk won Estland het Eurovisiesongfestival met 198 punten. Estland was het eerste Oost-Europese land sinds Joegoslavië in 1989 dat het songfestival won en had dus ook de eer het festijn een jaar later te mogen organiseren. Het was een bijzonder gunstige kans voor de Esten om hun land, in verband met een eventuele toetreding tot de Europese Unie, positief in de schijnwerpers te zetten.
Op 25 mei 2002 vond het songfestival plaats in de Saku Suurhall Arena in de Estse hoofdstad Tallinn. Er deden 24 landen mee. In eerste instantie leek het erop dat Estland zelf vertegenwoordigd zou worden door de eerder al zo succesvolle Ines, maar zij trok zich op het allerlaatste moment onverwachts terug uit de Estse voorrondes, omdat ze bij nader inzien toch geen zin had in een tweede songfestivaldeelname. Het nummer dat ze zou zingen, Runaway, werd desondanks overgenomen door de Zweedse zangeres Sahlene, die Eurolaul er uiteindelijk mee wist te winnen en in Tallinn voor het gastland op de bühne stond. Sahlene eindigde, samen met het Verenigd Koninkrijk, op de derde plaats met 111 punten.

### 2003-2007
Het jaarlijkse succes van Estland begon af te nemen vanaf 2003, toen de band Ruffus met het nummer Eighties coming back slechts 14 punten wist te vergaren en niet verder kwam dan de 21ste plaats. Het betekende dat de Esten in 2004 werden veroordeeld tot deelname aan de halve finale van het songfestival, die dat jaar werd ingevoerd. Hierin moest geprobeerd worden bij de beste tien te eindigen en zo een finaleplaats af te dwingen, maar Estland, dat met het in het Estse dialect Võro gezongen lied Tii van de meidengroep Neiokõsõ voor het eerst sinds 1998 aantrad met een niet-Engelstalig nummer, faalde. De finale werd met een elfde plaats net gemist.
Het jaar daarop, in 2005, stuurde Estland met Suntribe opnieuw een meidengroep naar het songfestival, maar ook met deze poging werd de halve finale niet overleefd.
In 2006 besloten de Esten het roer enigszins om te gooien. Niet grote favoriet Ines werd tijdens Eurolaul uitverkoren om voor Estland opnieuw naar het songfestival af te reizen, maar wel de Zweedse Sandra Oxenryd, die met het swingende Through my window een grotere kans werd toegedicht op een plekje in de songfestivalfinale. Europa besliste daar echter anders over. Het nummer sloeg niet aan en eindigde in de halve finale als 18de, wat niet genoeg was voor een finaleplaats.
In 2007 werd Estland vertegenwoordigd door Gerli Padar, de zus van songfestivalwinnaar Tanel Padar. Gerli's nummer Partners in crime bleef echter ook steken in de halve finale.

### 2008-heden
In 2008 stuurde Estland een komisch bedoelde act van de groep Kreisiraadio. Hun nummer Leto svet kreeg echter maar 8 punten en miste ruimschoots de finale. In 2009 werd in Estland vervolgens opnieuw gediscussieerd of men zich van het songfestival zou moeten terugtrekken. Niet alleen vanwege de slechte Estse resultaten, maar ook omdat het songfestival dat jaar in Moskou zou worden georganiseerd. Door de Russisch-Georgische Oorlog rond Zuid-Ossetië lag het meedoen aan een amusementsshow in de Russische hoofdstad politiek gevoelig, en het werd door sommigen dan ook niet passend geacht om een liedje in te zenden. De Estse omroep Eesti Rahvusringhääling (ERR) hield hierop een openbare enquête. Hieruit bleek dat 66% van de deelnemers toch positief was over een songfestivaldeelname in Moskou. Hierdoor werd de nationale voorronde Eurolaul uiteindelijk alsnog georganiseerd, en mocht de winnaar, de band Urban Symphony, voor Estland aantreden op het songfestival. Dit deden ze met het nummer Rändajad, en de band zorgde daarmee voor het grootste Estse succes sinds 2002: voor het eerst wist Estland door de halve finale heen te komen. In de finale werd vervolgens een verdienstelijke zesde plaats behaald. Een jaar later strandden de Esten echter weer in de halve finale met het opvallende nummer Siren van het duo Malcolm Lincoln.
In 2011, 2012 en 2013 wisten de Esten weer door te stoten naar de finale. In 2011 haalde Getter Jaani daarin de 24ste plaats, in 2012 haalde Ott Lepland de zesde plaats en in 2013 werd Birgit Õigemeel 20ste. In 2014 kon Tanja echter niet tot de finale doorstoten. In 2015 lukte het Elina Born & Stig Rästa wel om door te stromen naar de finale met hun nummer Goodbye to yesterday. Ze haalden er de zevende plaats.
Jüri Pootsmann vertegenwoordigde Estland in 2016 met Play, maar bleef steken in de halve finale. Pootsmann behaalde zelfs de 18de en laatste plaats. Het was de eerste keer dat Estland op het songfestival op de laatste plaats eindigde. In 2017 stuurden de Esten het gelegenheidsduo Koit Toome & Laura naar Kiev. Beiden hadden Estland al eens vertegenwoordigd: Toome in 1998 en Laura in 2005 als onderdeel van de groep Suntribe. Hun lied Verona stond voorafgaand aan het songfestival hoog in de peilingen, maar kreeg weinig punten van de vakjury's waardoor Estland net als het voorgaande jaar uitgeschakeld werd in de halve finale. In 2018 stuurde Estland Elina Netsjajeva, die met het Italiaanstalige La forza als enige een operastem liet horen op het festival. Ze behaalde er de achtste plaats mee. De Zweed Victor Crone bezorgde Estland een 20ste plaats in de finale van 2019. In 2021 haalde Uku Suviste de finale niet.
In 2022 deed Stefan Airapetjan mee met het nummer Hope. Hij eindigde dertiende met 141 punten. In 2023 was het de beurt aan Alika Milova met het nummer Bridges. Ze overleefde de halve finale nipt, maar eindigde in de finale op een achtste plaats. In 2024 werd gekozen voor de groep 5miinust en het duo Puuluup. Het gezelschap eindigde in de finale op de 20ste plaats, hoewel het bij de jury als laatste eindigde.

## Estische deelnames
| Jaar | Artiest                        | Titel                         | Fin. | Ptn. | Semi | Ptn. | Taal                    |
| ---- | ------------------------------ | ----------------------------- | ---- | ---- | ---- | ---- | ----------------------- |
| 1994 | Silvi Vrait                    | Nagu merelaine                | 24   | 2    |      |      | Estisch                 |
| 1996 | Ivo Linna & Maarja-Liis Ilus   | Kaelakee hääl                 | 5    | 94   |      |      | Estisch                 |
| 1997 | Maarja-Liis Ilus               | Keelatuud maa                 | 8    | 82   |      |      | Estisch                 |
| 1998 | Koit Toome                     | Mere lapsed                   | 12   | 36   |      |      | Estisch                 |
| 1999 | Evelin Samuel & Camille        | Diamond of night              | 6    | 90   |      |      | Engels                  |
| 2000 | Ines                           | Once in a lifetime            | 4    | 98   |      |      | Engels                  |
| 2001 | Tanel Padar, Dave Benton & 2XL | Everybody                     | 1    | 198  |      |      | Engels                  |
| 2002 | Sahlene                        | Runaway                       | 3    | 111  |      |      | Engels                  |
| 2003 | Ruffus                         | Eighties coming back          | 21   | 14   |      |      | Engels                  |
| 2004 | Neiokõsõ                       | Tii                           | X    | X    | 11   | 57   | Võro                    |
| 2005 | Suntribe                       | Let's get loud                | X    | X    | 20   | 31   | Engels                  |
| 2006 | Sandra Oxenryd                 | Through my window             | X    | X    | 18   | 28   | Engels                  |
| 2007 | Gerli Padar                    | Partners in crime             | X    | X    | 22   | 33   | Engels                  |
| 2008 | Kreisiraadio                   | Leto svet                     | X    | X    | 18   | 8    | Servisch, Duits en Fins |
| 2009 | Urban Symphony                 | Rändajad                      | 6    | 129  | 3    | 115  | Estisch                 |
| 2010 | Malcolm Lincoln                | Siren                         | X    | X    | 14   | 39   | Engels                  |
| 2011 | Getter Jaani                   | Rockefeller Street            | 24   | 44   | 9    | 60   | Engels                  |
| 2012 | Ott Lepland                    | Kuula                         | 6    | 120  | 4    | 100  | Estisch                 |
| 2013 | Birgit Õigemeel                | Et uus saaks alguse           | 20   | 19   | 10   | 52   | Estisch                 |
| 2014 | Tanja                          | Amazing                       | X    | X    | 12   | 36   | Engels                  |
| 2015 | Elina Born & Stig Rästa        | Goodbye to yesterday          | 7    | 106  | 3    | 105  | Engels                  |
| 2016 | Jüri Pootsmann                 | Play                          | X    | X    | 18   | 24   | Engels                  |
| 2017 | Koit Toome & Laura             | Verona                        | X    | X    | 14   | 85   | Engels                  |
| 2018 | Elina Netsjajeva               | La forza                      | 8    | 245  | 5    | 201  | Italiaans               |
| 2019 | Victor Crone                   | Storm                         | 20   | 76   | 4    | 198  | Engels                  |
| 2021 | Uku Suviste                    | The lucky one                 | X    | X    | 13   | 58   | Engels                  |
| 2022 | Stefan                         | Hope                          | 13   | 141  | 5    | 209  | Engels                  |
| 2023 | Alika                          | Bridges                       | 8    | 168  | 10   | 74   | Engels                  |
| 2024 | 5miinust & Puuluup             | (Nendest) narkootikumidest... | 20   | 37   | 6    | 79   | Estisch                 |
| 2025 | Tommy Cash                     | Espresso macchiato            | 3    | 356  | 5    | 113  | Engels en Italiaans     |

## Punten
Periode 1994-2025. Punten uit halve finales zijn in deze tabellen niet meegerekend.
| Plaats | Land      | Punten |
| ------ | --------- | ------ |
| 1      | Zweden    | 253    |
| 2      | Rusland   | 187    |
| 3      | Finland   | 161    |
| 4      | Oekraïne  | 130    |
| 5      | Noorwegen | 116    |

| Plaats | Land                | Punten |
| ------ | ------------------- | ------ |
| 1      | Letland             | 156    |
| 2      | Finland             | 142    |
| 3      | Litouwen            | 113    |
| 4      | Zweden              | 101    |
| 5      | Verenigd Koninkrijk | 81     |

### Twaalf punten gegeven aan Estland
| Aantal | Land                | Wanneer                          |
| ------ | ------------------- | -------------------------------- |
| 5      | Finland             | 1996, 1998, 2004, 2009, 2018 (t) |
| 4      | Letland             | 2001, 2002, 2004, 2025 (t)       |
| 2      | Armenië             | 2022 (t), 2025 (t)               |
| 2      | Litouwen            | 2001, 2018 (t)                   |
| 2      | Malta               | 2001, 2025 (t)                   |
| 2      | Zweden              | 1996, 2002                       |
| 1      | Griekenland         | 2001                             |
| 1      | IJsland             | 1996                             |
| 1      | Italië              | 1997                             |
| 1      | Kroatië             | 2025 (t)                         |
| 1      | Moldavië            | 2018 (j)                         |
| 1      | Nederland           | 2001                             |
| 1      | Noord-Macedonië     | 2018 (j)                         |
| 1      | Polen               | 2001                             |
| 1      | Portugal            | 2018 (j)                         |
| 1      | Servië              | 2025 (t)                         |
| 1      | Slovenië            | 2001                             |
| 1      | Slowakije           | 2009                             |
| 1      | Turkije             | 2001                             |
| 1      | Verenigd Koninkrijk | 2001                             |

(j) = vakjury; (t) = televoting

### Twaalf punten gegeven door Estland
(Vetgedrukte landen waren ook de winnaar van dat jaar.)
| Jaar | Land          | Jaar | Land        | Jaar | Land                     | Jaar | Land                         |
| ---- | ------------- | ---- | ----------- | ---- | ------------------------ | ---- | ---------------------------- |
| 1994 | Polen         | 2002 | Letland     | 2010 | Duitsland                | 2018 | Oostenrijk (j) Litouwen (t)  |
| 1995 | Geen deelname | 2003 | Rusland     | 2011 | Zweden                   | 2019 | Zweden (j) Rusland (t)       |
| 1996 | Ierland       | 2004 | Oekraïne    | 2012 | Zweden                   | 2021 | Zwitserland (j) Finland (t)  |
| 1997 | Frankrijk     | 2005 | Zwitserland | 2013 | Rusland                  | 2022 | Zweden (j) Oekraïne (t)      |
| 1998 | Zweden        | 2006 | Finland     | 2014 | Nederland                | 2023 | Zweden (j) Finland (t)       |
| 1999 | Zweden        | 2007 | Rusland     | 2015 | Rusland                  | 2024 | Zwitserland (j) Oekraïne (t) |
| 2000 | Letland       | 2008 | Rusland     | 2016 | Zweden (j) Rusland (t)   | 2025 | Zwitserland (j) Zweden (t)   |
| 2001 | Denemarken    | 2009 | Noorwegen   | 2017 | Bulgarije (j) België (t) |      |                              |

(j) = vakjury; (t) = televoting
1994 · 1995 · 1996 · 1997 · 1998 · 1999 · 2000 · 2001 · 2002 · 2003 · 2004 · 2005 · 2006 · 2007 · 2008 · 2009 · 2010 · 2011 · 2012 · 2013 · 2014 · 2015 · 2016 · 2017 · 2018 · 2019 · 2020 · 2021 · 2022 · 2023 · 2024 · 2025